# Eleonora av Portugal (dansk drottning)
Eleonora av Portugal, född cirka 1211, död 28 augusti 1231, var en dansk drottning, gift med kung Valdemar den yngre av Danmark. Hon var dotter till kung Alfons II av Portugal och Urraca av Kastilien. 
Hennes äktenskap arrangerades på förslag av biskop Gunnor av Viborg, eftersom hennes faster, Berengaria av Portugal, hade varit hennes blivande makes styvmor. Hennes man Valdemar var son till Valdemar Sejr i hans första äktenskap och sin fars medregent. Därmed blev Eleonora drottning trots att hennes svärfar fortfarande fanns i livet, och eftersom svärfadern inte hade gift om sig sedan hennes fasters död, blev hon också Danmarks enda drottning. Enligt undersökningar av hennes skelett led Eleonora av cancer. Hon avled i barnsäng efter att ha fött ett barn, som avled endast sex månader efter henne. 